# Yoshida (Shizuoka)
Yoshida (吉田町 Yoshida-chō?) es un pueblo en la prefectura de Shizuoka, Japón, localizado en el centro-este de la isla de Honshū, en la región de Chūbu. Tenía una población estimada de 28 811 habitantes el 1 de marzo de 2021 y una densidad de población de 1390 personas por km².

## Geografía
Yoshida está localizado en las llanuras costeras del suroeste de la prefectura de Shizuoka, frente a la bahía de Suruga en el océano Pacífico. El río Ōi pasa al oeste del pueblo. Calentada por la corriente de Kuroshio, el área disfruta de un clima oceánico templado con veranos cálidos y húmedos e inviernos suaves y fríos. Limita con las ciudades de Makinohara, Shimada y Yaizu.

## Historia
Ubicada en la antigua provincia de Tōtōmi, el área de Yoshida fue un jōkamachi durante el período Sengoku, con el castillo Koyama construido por el clan Takeda en 1568. El castillo fue destruido por Tokugawa Ieyasu en 1582 y nunca fue reconstruido, aunque la ciudad continuó prosperando durante el período Edo, como centro comercial regional debido a su proximidad a la carretera Tōkaidō que conectaba Edo con Kioto. Con el establecimiento del sistema de municipios modernos a principios del período Meiji en 1889, el área se reorganizó en la villa dee Yoshida a partir de la fusión de seis villas anteriores. Fue elevado al estado de pueblo el 1 de abril de 1889.

## Economía
Yoshida tiene una economía mixta basada en la agricultura, la pesca comercial y la industria ligera. Las especialidades locales incluyen anguilas, melones y lechuga iceberg. Varias industrias están ubicadas a lo largo de la autopista Tōmei, que pasa por la ciudad. Estos incluyen Fujifilm, AGC Technologies, Sony y Kurita Kogyo.

## Demografía
Según los datos del censo japonés, la población de Yoshida ha aumentado en los últimos 50 años.
| Gráfica de evolución demográfica de Yoshida entre 1940 y 2015 |
|                                                               |
| Oficina de Estadística de Japón                               |